# Musse Pigg spelar golf
Musse Pigg spelar golf (engelska: Canine Caddy) är en amerikansk animerad kortfilm med Musse Pigg och Pluto från 1941.

## Handling
Musse Pigg tar med sig sin hund Pluto på en golfrunda. Golfturen blir kanske inte så rolig när Pluto hamnar i bråk med en sork, vilket leder till att han av misstag råkar förstöra golfbanan för Musse.

## Om filmen
Filmen är den 112:e Musse Pigg-kortfilmen som producerades och den tredje som lanserades år 1941.
Filmen hade svensk premiär den 15 augusti 1943 på biografen Spegeln i Stockholm.

## Rollista
- Walt Disney – Musse Pigg
- Pinto Colvig – Pluto, sorken[7]